# 프린스 모하메드 빈 파흐드 스타디움
프린스 모하메드 빈 파흐드 스타디움(아랍어: ملعب الأمير محمد بن فهد, 영어: Prince Mohamed bin Fahd Stadium)는 사우디아라비아 담맘에 위치한 다목적 경기장이다. 현재 주로 축구 경기장으로 이용되며 알에티파크와 알나흐다의 홈구장으로 사용된다. 수용 인원은 36,000명이다.